# Prepona pheridamas
Espèce
Prepona pheridamas est une espèce d'insectes lépidoptères (papillons) de la famille des Nymphalidae, de la sous-famille des Charaxinae, de la tribu des Preponini et du genre Prepona.

## Dénomination
Prepona pheridamas a été décrit par Pieter Cramer en 1777 sous le nom initial de Papilio pheridamas.
Synonyme : Morpho demophaena Hübner, 1819.

### Noms vernaculaires
Prepona pheridamas se nomme Prepone pheridamas en français et Pheridamas Prepona en anglais.

## Description
Prepona pheridamas est un grand papillon au bord externe des ailes antérieures très concave. La face supérieure est noire avec un point bleu-vert près du bord costal et une large bande bleu-vert métallisé allant de n3 au milieu du bord externe des ailes antérieures et aux ailes postérieures du milieu du bord costal au bord interne près de l'angle anal.
Le revers est beige rosé nacré clair dans des marbrures plus beige et d'autres plus nacrées.

## Écologie et distribution
Prepona pheridamas est présent dans le nord de l'Amérique du Sud, en Équateur, en Colombie, en Bolivie, au Brésil, au Surinam, en Guyana et Guyane,.

### Biotope
Comme les autres Prepona, Prepona pheridamas réside dans la canopée.

### Protection
Pas de statut de protection particulier.